# Champagne (filme)
Champagne  é um filme britânico mudo de comédia dirigido por Alfred Hitchcock, estrelando Betty Balfour, Gordon Harker e Jean Bradin.

## Enredo
Betty é uma garota rica e mimada que tem uma vida de luxo devido aos lucros da indústria de champanhe de seu pai. Para colocar um fim no comportamento da moça, ele fala que sua empresa faliu. Betty agora tem que conseguir dinheiro e, para isso, começa a trabalhar.

## Elenco
- Betty Balfour como Betty
- Gordon Harker como Mark, pai da Betty
- Jean Bradin como o Garoto
- Ferdinand von Alten como o Homem
- Fanny Wright
- Alexander D'Arcy
- Vivian Gibson
- Clifford Heatherley como o Gerente
- Claude Hulbert  Convidada do clube
- Hannah Jones como Funcionário do clube
- Phyllis Konstam
- Gwen Mannering
- Balliol and Merton
- Jack Trevor como o Diretor
- Marcel Vibert como o Mordomo
- Sunday Wilshin